# 살어군
살어군(Sal)은 티베트버마어파의 한 분파로, 북동인도를 비롯하여 방글라데시, 미얀마, 중국의 일부 지역에서 사용된다.
에스놀로그에서는 Jingpho–Konyak-Garo–Bodo라고 지칭하며, 글로톨로그에서는 이 언어가 사용되는 지역인 브라마푸트라 계곡에서 따와 "브라마푸트라어군"(Brahmaputran)이라는 이름을 사용하고 있다. "살"(Sal)이라는 이름은 여기에 분류되는 언어들이 공유하는 "태양"이라는 뜻의 어원 *sal에서 따온 것이다.

## 분류
- 보도가로어군(Bodo-Garo): 보도어, 가로어 등.
- 콘약어군(Konyak): 일부 나가족의 부족들이 사용하며, 북부 나가어군이라고도 한다.
- 징포루이어군(Jingpho-Luish)
  - 징포어(Jingpho)
  - 루이어군(Luish): 아삭어군(Asakian)이라고도 한다.

Scott DeLancey (2015)는 살어군(그의 용어에 따르면 Garo-Bodo-Konyak-Jinghpaw (BKJ))이 중앙 티베트버마어군(Central Tibeto-Burman languages)에 속한다고 여긴다.
Benedict (1972)는 사멸한 차이렐어(Chairel)를 추가한다.